# Tom Dundon
Thomas "Tom" Dundon, född 1972 i New York i New York, är en amerikansk företagsledare och riskkapitalist som äger och driver det Dallas-baserade riskkapitalbolaget Dundon Capital Partners. Han är också majoritetsägare för ishockeyorganisationen Carolina Hurricanes i den nordamerikanska ishockeyligan National Hockey League (NHL) sedan den 11 januari 2018 när han köpte 61% för $420 miljoner.
Han var med och delgrundade bilförsäkringsbolaget Drive Financial på slutet av 1990-talet. 2000 blev den brittiska bankgruppen HBOS plc delägare och bara två år senare blev Drive Financial helägt dotterbolag till dem. 2006 sålde HBOS bilförsäkringsbolaget till sin spanska motsvarighet i Banco Santander. Idag heter företaget Santander Consumer USA Holdings och handlas på New York Stock Exchange (NYSE), Banco Santander har dock en majoritetspost på 60,7% i företaget. Fram till 2015 var han VD för dem.
2015 beräknade den amerikanska ekonomitidskriften Forbes hans förmögenhet till $1,1 miljarder.
Dundon avlade en kandidatexamen i nationalekonomi vid Southern Methodist University.